# Tsaghkadzor

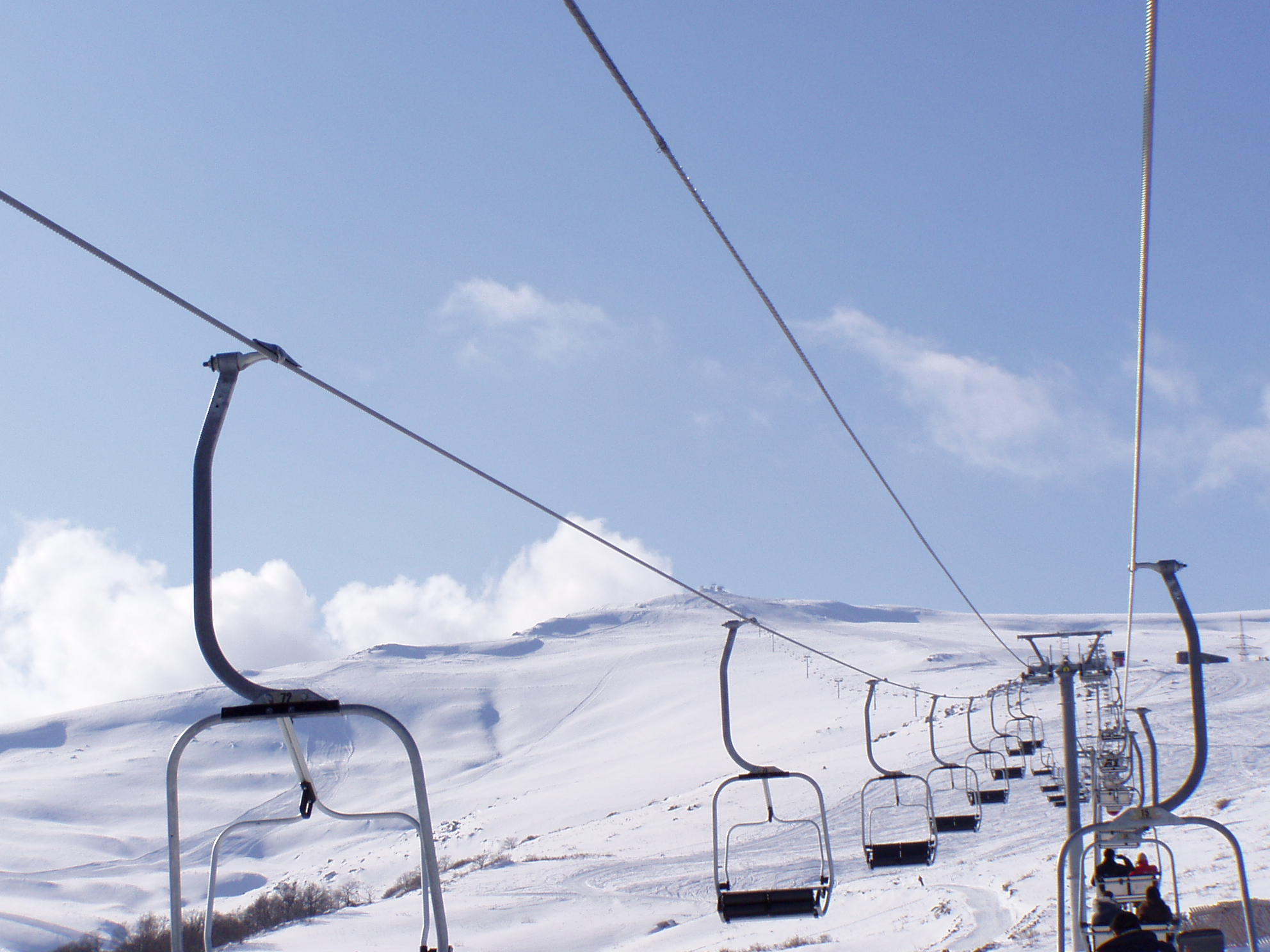
Mont Teghenis

Tsaghkadzor (armeni: Ծաղկաձոր, també tranliterat com Tsakhkadzor), és una ciutat spa d'Armènia, es troba al nord de la capital Ierevan a la província de Kotaik. Segons el cens de 2011 tenia 1,256 habitants. Prop té les Muntanyes Tsaghkunyats. Tsaghkadzor és un centre esportiu important a Armènia.
Tsaghkadzor significa literalment vall de flors.